# Collections from the Whiteout
Collections from the Whiteout è il quarto album in studio del cantautore britannico Ben Howard, pubblicato nel 2021.

## Tracce
1. Follies Fixture – 3:59 (Ben Howard)
2. What a Day – 5:15 (Howard, Aaron Dessner)
3. Crowhurst's Meme – 3:44 (Howard, Yussef Dayes)
4. Finders Keepers – 2:49 (Howard, Dessner)
5. Far Out – 4:18 (Howard, Dessner)
6. Rookery – 2:31 (Howard)
7. You Have Your Way – 4:25 (Howard)
8. Sage That She Was Burning – 4:17 (Howard, Dessner, Dayes)
9. Sorry Kid – 4:59 (Howard, Dessner)
10. Unfurling – 3:40 (Howard, Dessner)
11. Metaphysical Cantations – 4:21 (Howard, Dessner)
12. Make Arrangements – 4:25 (Howard, Dessner)
13. The Strange Last Flight of Richard Russell – 4:23 (Howard, Dessner, Dayes)
14. Buzzard – 0:55 (Howard)

- Tracce Extra (Vinile)

1. Rumble Strip – 3:00
2. London Portrait – 2:29

## Formazione
- Ben Howard – voce, chitarra
- Aaron Dessner – chitarra, piano
- Mickey Smith – chitarra acustica, dulcimer
- Nat Wason – chitarra elettrica
- Richard Thomas – tastiera, sintetizzatore
- Ryan Olson – effetti
- Rob Moose – viola, violino
- James Krivchenia – batteria, percussioni
- Yussef Dayes – batteria
- Kate Stables – voce
- Thomas Bartlett – sintetizzatore
- India Bourne – violoncello
- Jason Treuting – batteria, percussioni
- Kyle Keegan – batteria

## Classifiche
| Classifica (2021) | Posizione raggiunta |
| ----------------- | ------------------- |
| Regno Unito       | 1                   |